# Gmina Gadžin Han
Gmina Gadžin Han (serb. Opština Gadžin Han / Општина Гаџин Хан) – gmina w Serbii, w okręgu niszawskim. W 2018 roku liczyła 6879 mieszkańców.